# Марсуппини, Карло Аретино
Марсуппини или Аретино-Карло (Carlo Aretino Marsuppini, 1399—1453) — итальянский гуманист, родом из Ареццо, жил во Флоренции, где был профессором латинского красноречия и греческого языка, а потом канцлером флорентийской республики. Папа Мартин V дал М. титул апостольского секретаря. При посещении Флоренции императором Фридрихом III на Марсуппини возложена была обязанность приветствовать его речью. Из произведений М. в рукописях остаются несколько стихотворений и отрывков из стихотворного перевода Илиады; напечатан только его перевод «Батрахомиомахии» (Парма, 1492).

## Биография
Карло Марсуппини родился в Генуе в семье из Ареццо. Всю свою жизнь прожил во Флоренции. Его отец, Грегорио Марсуппини, был при Карле VI Французском губернатором Генуи. Марсуппини был тесно связан с семьей Медичи и являлся наставником Лоренцо ди Джованни ди Медичи в 1420-х годах. Приблизительно в 1433 году вместе с Лоренцо и Козимо ди Медичи он пребывал в кратком изгнании в Вероне . В 1444 году, находясь в должности канцлера Республики Флоренция, он последовал за Леонардо Бруни и этот факт запечатлен в  памятнике, спроектированном скульптором Дезидерио да Сеттиньяно в церкви Санта-Кроче. После смерти Карло канцлером стал Поджо Браччолини . После смерти своего отца Грегорио в 1444 году Карло Марсуппини заказал у художника Филиппо Липпи алтарь для мемориала, который затем был  установлен в церкви монастыря Оливетан в Ареццо. На алтаре изображено коронование Богородицы со святыми Иоанном и Бенедиктом (в настоящее время в Риме это называется коронация Марсуппини, Пинакотека Ватикана. Марсуппини был человеком большой культуры, автором писем и некоторых стихов. Одна из его работ: A Consolatio заслуживает внимания христианского вдохновения (которое контрастирует с его репутацией неверия), адресованная после смерти графини Барди ее мужу Козимо деи Медичи и ее сыновьям  Джованни и Пьеро. Папа Николай V поручил ему в 1452 году перевести Илиаду Гомера на латынь; однако он умер, так как большая часть работы оставалась незавершенной.
В гуманистическом жанре еще остались некоторые "беллетристики", такие как перевод "Батракомиомахии", и торжественная латинская поэзия. Два сына Карло Марсуппини — Кристофоро и Карло (младший), появляются как персонажи в произведении «Комментарии к симпозиуму Платона» Марсилио Фичино. Среди учеников Карло был Пистойя.
Марсуппини был посмертно коронован поэтом-лауреатом; его панегирик прочитал Маттео Палмьери.